# Workington Association Football Club
 (août 2020).
Si vous disposez d'ouvrages ou d'articles de référence ou si vous connaissez des sites web de qualité traitant du thème abordé ici, merci de compléter l'article en donnant les références utiles à sa vérifiabilité et en les liant à la section « Notes et références ».
Maillots
Le Workington Association Football Club, plus couramment abrégé en Workington AFC, est un club anglais de football fondé en 1921 et basé dans la ville de Workington, en Cumbria.
Le club joue ses matches à Borough Park, et évolue depuis 2019 en Northern Premier League Division One North West (D8)

## Histoire
- 1921 : Fondation du club[1].
- 1951 : Le club est transféré en Third Division North[2]
- 1958 : Le club est relégué en Fourth Division en raison de la reformation des ligues.
- 1964 : Le club est promu en Third Division (D3)
- 1967 : Le club est relégué en Fourth Division (D4)
- 1977 : Le club perd sa license et doit repartir en Northern Premier League
- 1988 : Le club est relégué en Northern Premier League Division One
- 1998 : Le club descend en North East Counties League Premier Division
- 1999 : Le club remonte en Northern Premier League Division One
- 2004 : Le club remonte en Northern Premier League Premier Division
- 2005 : Le club monte en Conference North (D6)
- 2014 : Le club retourne en Northern Premier League Premier Division (D7)
- 2019 : Le club est relégué en Northern Premier League Division One North West (D8)

## Identité du club

### Logos

Ancien logo.
Logo actuel.

## Palmarès
| Compétitions nationales | Compétitions mineures | Compétitions régionales |
| - Third Division : - Meilleure performance : 5e en 1965-1966 - Fourth Division : - Quart-de-finaliste : 1964, 1965 - EFL Cup : - Champion : 2010-2011 - FA Cup : - 4e tour : 1933-1934 | - Conference North (D6) - Troisième : 2007 - Northern Premier League Premier Division (D7) - Deuxième : 2005, 2015 - Gagnant des play-offs : 2005 - FA Trophy - 5e tour : 1999-2000 | - North West Counties League Premier Division (D9) - Champion : 1999 - North Eastern League - Deuxième : 1939 - North Eastern League Challenge Cup - Vainqueur : 1935, 1937 - Finaliste : 1938 - Cumberland County Cup - Vainqueur : 1887, 1888, 1889, 1890, 1891, 1896, 1897, 1898, 1899, 1907, 1908, 1910, 1925, 1935, 1937, 1938, 1950, 1954, 1968, 1986, 1996, 2000, 2007, 2009, 2016, 2017 - Finaliste : 1886, 1892, 1900, 1901, 1903, 1909, 1924, 1927, 1930, 1947, 1969, 1979 - FA Vase - 6e tour : 1998-1999 |